# Relieve de Venezuela

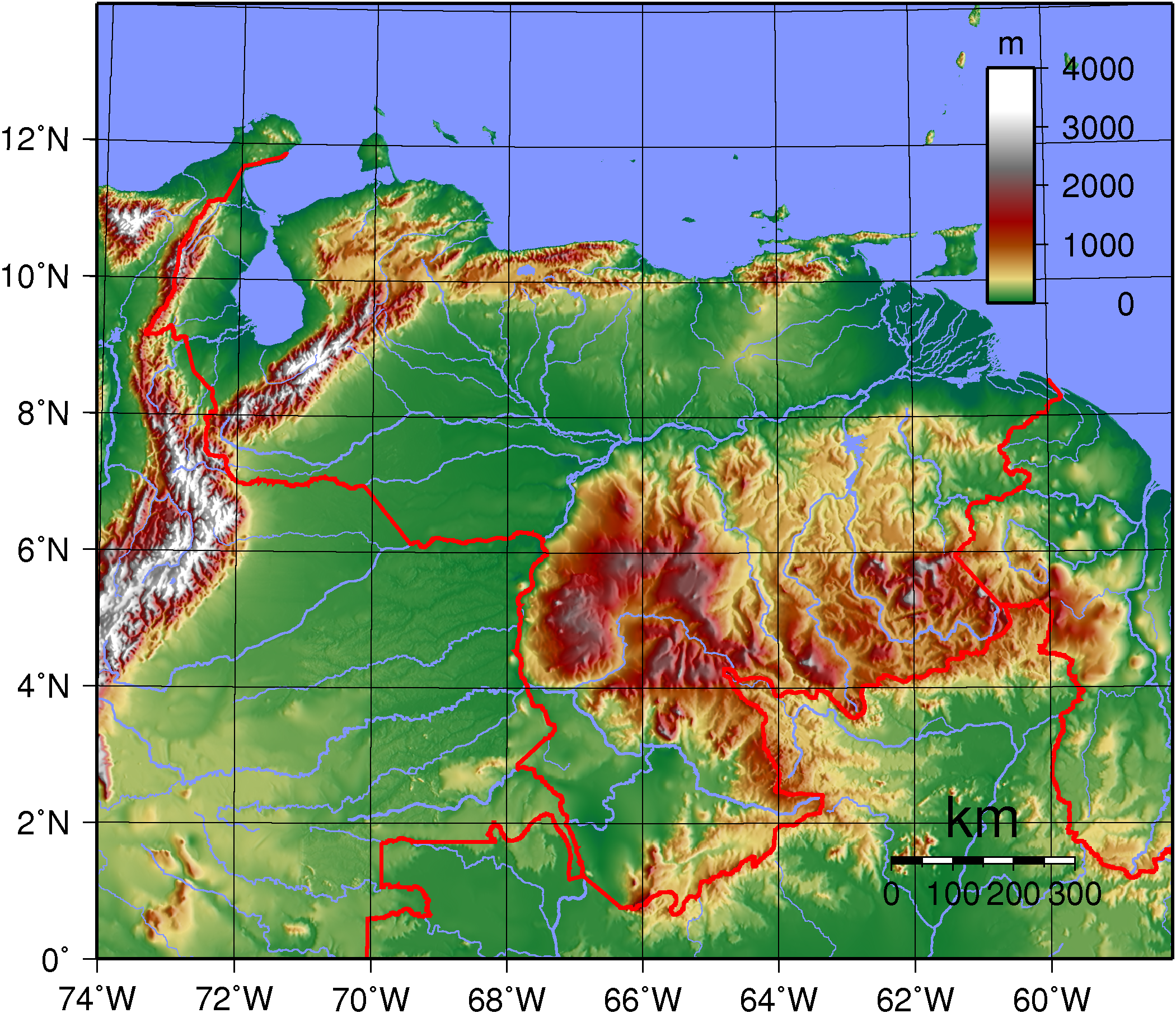
Mapa físico de Venezuela.

El relieve de Venezuela tiene las siguientes características: litoral con varias penínsulas e islas, 2 cadenas de la cordillera de los Andes, cadenas de la cordillera de la costa y la cadena de la sierra de Perijá en el estado Zulia; delta del río Orinoco, región de penillanuras y mesetas (tepuy, al este del Orinoco) que en conjunto forman el Escudo guayanés, macizo de las Guyanas (mesetas, al sureste del país).
En el complejo basamento del altiplano de las Guyanas y en la línea cristalina de los macizos Marítimo y de la Cordillera, en Venezuela, se encuentran las más antiguas formaciones rocosas de Sudamérica. La parte venezolana del altiplano de las Guyanas consiste en un gran bloque de granito de gneis y de otras rocas cristalinas del Arqueano, con capas subyacentes de arenisca y de arcilla esquistosa. El núcleo de granito y de la Cordillera está, en gran medida, flanqueado por capas sedimentales del Cretácico, plegadas en una estructura anticlinal. Entre esos sistemas orográficos existen llanuras cubiertas de capas terciarias y cuaternarias de gravas, arenas y margas arcillosas. La depresión en que se encuentran lagunas y lagos, entre los cuales está el de Maracaibo, presenta, en la superficie, depósitos de aluvión del Cuaternario, sobre capas del Cretácico y del Terciario particularmente importantes, porque de ellas afloran infiltraciones petrolíferas.
Se pueden distinguir tres divisiones en el relieve venezolano:
- Montañas Septentrionales: Constituyen una ramificación de la cordillera Occidental de los Andes Septentrionales. Penetran en el país por el oeste, prosiguen en la dirección nordeste y después para el este, hasta el golfo de Paria y la isla de Trinidad, disminuyendo gradualmente de altitud. Esa cordillera se compone de cadenas paralelas entreveradas de valles y flanqueadas por páramos. La parte occidental se denomina Sierra Nevada de Mérida y sus picos alcanzan más de 4.800 m, como el pico Bolívar (5.007 m). Los páramos alcanzan altitudes entre 2400 m y 3000 m y algunos valles se sitúan entre los 1200 m 1.600 m de altura. En la dirección este, las montañas Septentrionales, conocidas como Andes Marítimos, declinan hasta casi desaparecer, resurgiendo más adelante, paralelas al golfo de Paria. Varios espolones, de 900 m a 1.500 m de altitud, se extienden hacia el norte, encerrando la depresión de Maracaibo (al este) y constituyendo una vasta región donde las bajas elevaciones se alternan con valles. En la parte oeste de esa área, se encuentran los montes Segóvia.
- Cuenca del Orinoco: Al sur de esa región montañosa se halla la cuenca del Orinoco, extensa llanura aluvial que sube suavemente hasta encontrar los Andes en el centro del país; al sur del río, esa llanura se eleva abruptamente hacia el planalto de las Guianas. Desde el pie de los Andes colombianos la llanura se extiende hasta el delta del Orinoco.
- Altiplano de las Guyanas: Al sur y sureste de la cuenca del Orinoco se extiende la parte venezolana del planalto de las Guyanas, denominada La Gran Sabana. En la frontera de Brasil y de la Guyana se halla el gran altiplano de Roraima con 2.773 m de altitud. Gran parte del altiplano de las Guyanas está entrecortada por cursos de agua, que corren en profundas gargantas y caen, a veces, de grandes altitudes, formando caídas de agua como el salto Ángel, la catarata más alta del mundo (1000 m). Hacia el noreste, esas elevaciones descienden hasta una depresión. Entre esta última y el delta del Orinoco se eleva otra cadena de montañas, la serranía Imataca y la altiplanicie de Nuria. En la frontera con el Brasil se encuentran las sierras Pacaraima y Parima.